# Association phonétique internationale
L’Association phonétique internationale (API) est une organisation qui encourage l'étude scientifique de la phonétique et les applications pratiques diverses de cette science. Sa contribution principale à la communauté académique est l'Alphabet phonétique international (qui a le même sigle), une collection normalisée des symboles pour la transcription phonétique de toutes les langues du monde. L'Association publie un journal intitulé Journal of the International Phonetic Association (« Journal de l'Association phonétique internationale »).

## Histoire
En 1886 à Paris, un petit groupe de professeurs de linguistique ont créé une association pour promouvoir l'usage d'une notation phonétique dans les écoles pour aider les enfants à acquérir plus facilement la prononciation des langues étrangères et aussi pour aider l'alphabétisation des jeunes enfants. Le groupe sous Paul Passy s'appelait au début Dhi Fonètik Tîtcerz' Asóciécon (FTA, déformation de The Phonetic Teachers' Association, « L'Association des enseignants phonétique »). En janvier 1889, le nom de l'association a été changé en L'Association phonétique des professeurs de langues vivantes (AP), et en 1897 ils ont adopté le nom actuel, L'Association phonétique internationale.
Le sommet de la grandeur et de l'influence de l'association dans l'éducation était approximativement en 1914, quand il y avait 1750 membres en 40 pays. La Première Guerre mondiale et ses conséquences a interrompu sévèrement les activités de l'API ; ils ont arrêté la publication du Journal en 1922.

## Développement de l'alphabet
Le but originel du groupe était de créer une collection de symboles phonétiques qui pouvaient montrer toutes les articulations utilisées par les langues humaines, donc chaque langue aurait un alphabet qui peut décrire particulièrement les sons de cette langue. Enfin ils ont décidé qu'un alphabet universel, avec un seul symbole pour le même son dans les langues différentes, était l'idéal, et le développement du projet avança rapidement jusqu'au début du XXe siècle. Depuis cette époque, il y a eu plusieurs changements dans l'alphabet, avec des ajouts et des soustractions indiqués par la science phonétique.

## Examens
Depuis 1908, l'API distribue des Certificats de Compétence concernant la phonétique de l'anglais, du français et de l'allemand aux personnes qui passent un examen.